# 賽托科查湖
15°25′16″S 70°40′16″W / 15.42111°S 70.67111°W
賽托科查湖（Sayt'uqucha），是秘魯的湖泊，位於該國東南部普諾大區的蘭帕省，處於亞納瓦拉山東南面，長3.13公里、寬0.42公里，該湖泊海拔高度約4,556米。